# Всероссийский государственный институт кинематографии имени С. А. Герасимова
Всеросси́йский госуда́рственный университе́т кинематогра́фии и́мени С. А. Гера́симова (акрон. ВГИК) — федеральное государственное образовательное бюджетное учреждение высшего и послевузовского профессионального образования Российской Федерации. Основано 1 октября 1919 года в Москве. Находится в ведении Министерства культуры Российской Федерации.
ВГИК готовит творческих специалистов в области кинематографии, телевидения, видео и других экранных искусств. В его аспирантуре готовятся специалисты для научной и педагогической деятельности.
В 2013 году ВГИК был признан особо ценным объектом культурного наследия народов Российской Федерации и включён в Государственный свод особо ценных объектов культурного наследия народов Российской Федерации.

## История

### Государственная школа кинематографии
1 сентября 1919 года в Москве была создана первая в мире Государственная школа кинематографии, которая располагалась в четырёх комнатах бывшей частной квартиры на углу Советской площади и Тверской улицы. 
Школа состояла из актёрской мастерской в составе 25 учеников под руководством  Владимира Гардина, которого также утвердили заведующим нового учебного заведения. Приём в школу продолжался и после начала занятий. К весне 1920 года число учащихся достигло 165 человек. Их обучали следующим дисциплинам: эмоциональная пластика, пляска, мимическая выразительность, фехтование, акробатика, развитие тела и гимнастика чувств. Учебная аппаратура отсутствовала, и учащимся приходилось играть за рамой с регулируемым размером, имитирующей киноэкран. 
Первые педагоги: Сергей Волконский — движение и пластика, Леонид Леонидов и Ольга Преображенская – актёрское мастерство, А. Петров — физкультура и акробатика. В мае 1920 года под руководством Льва Кулешова был организован класс кинонатурщика.

### Государственный техникум кинематографии (ГТК)
В 1922 году школа была преобразована в четырёхгодичный Государственный техникум кинематографии. В 1923 году начались занятия на киноинженерном факультете, который к 1925 году оформился как кинооператорский. Основателем факультета был Николай Тихонов. С 1925 года на нём преподавал Эдуард Тиссэ. 
В 1924 году открылась мастерская мультипликационного фильма. Руководителями первых мастерских были Иван Иванов-Вано, Юрий Меркулов, Владимир Сутеев. В 1925 году было организовано декоративное отделение.
В 1925 году для техникума отвели часть помещений бывшего ресторана «Яр» на Ленинградском шоссе, большую часть которого с высоченными потолками и огромными, во всю стену, зеркалами занимали производственные помещения и съёмочные павильоны киностудии «Межрабпом-Русь». Студенты допускались на съёмочные площадки в качестве помощников режиссёров и операторов, иногда снимались в массовках.
Студенческое общежитие находилось в полуразрушенном здании бывшего ресторана «Гурзуф» на самой окраине города — во Всехсвятском (ныне район Сокол) .
В 1927 году при кинотехникуме были организованы сценарные курсы.
В 1928 году открылась инструкторско-исследовательтская мастерская под руководством Сергея Эйзенштейна.
В 1929 году был произведён первый набор на сценарный факультет. Основатель факультета Валентин Туркин читал подготовленный им теоретический курс драматургии кино. По его пришлашению на факультет пришёл киносценарист Натан Зархи.

### Государственный институт кинематографии (ГИК)
Приказом ВСХВ от 5 августа 1930 года Государственный техникум кинематографии реорганизован в высшее учебное заведение — Государственный институт кинематографии (ГИК) в составе режиссёрского, операторского, сценарного факультетов, киноактёрских курсов и подготовительного отделения. В институте начал формироваться один из принципиальных подходов к обучению — сочетание профессионального образования с общим гуманитарным.
В 1931 году был организован учебно-экспериментальный кабинет киноведения. Киновед Сергей Комаров приступил к созданию фильмотеки института.

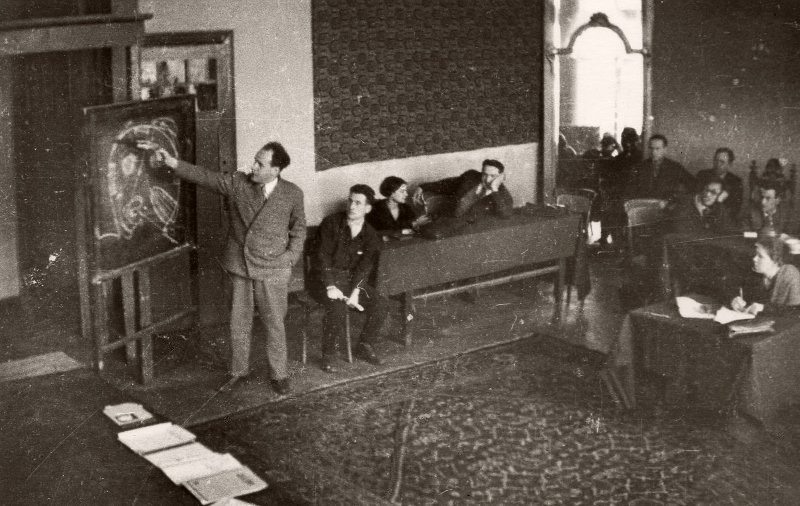
На занятиях Сергея Эйзенштейна,
фото Дмитрия Дебабова, 1935—1936

«В небольшой угловой части бывшего ресторана помещался ГИК. Тут всё было скромнее. Правда, в небольшом зале, служившем и спортивным, и просмотровым, оставались ещё зеркала» — вспоминал проходивший в 1932—1937 годах обучение на операторском факультете Владимир Томберг.
Вернувшийся в 1932 году из командировки в Западную Европу и Америку Эйзенштейн стал заведующим кафедрой режиссуры. И хотя он проводил занятия только на режиссёрском и сценарном факультетах, его объединённые лекции для обоих факультетов «привлекали буквально всех студентов института, жаждавших послушать великого мастера. В сравнительно небольшом зале института набивалось столько народа, что были заполнены все проходы и даже подоконники».
На пяти факультетах — операторском, режиссёрском, сценарном, актёрском и инженерно-экономическом — обучались более 500 студентов. Около половины из них были откомандированы из национальных республик, главным образом из закавказских и среднеазиатских. Кроме общежития во Всехсвятском имелось второе — в подмосковном Загорске.

### Высший государственный институт кинематографии
25 октября 1934 года был преобразован в Высший государственный институт кинематографии (ВГИК) по типу отраслевой академии.

### Всесоюзный государственный институт кинематографии
С 17 мая 1938 года — Всесоюзный государственный институт кинематографии (ВГИК). Выехав с Ленинградского шоссе, институт некоторое время размещался в левом крыле недавно отстроенной киностудии «Союздетфильм» (в дальнейшем — Киностудия имени М. Горького). До общежития во Всехсвятском приходилось добираться на автобусе.
В 1938 году был открыт художественный факультет. В 1940 году институт возглавил Давид Файнштейн, приехавший из Киева по приглашению И. Г. Большакова.
В сентябре 1938 года началось проектирование нового здания, для постройки был выделен участок в Ростокине на площадке строительства студии кинохроники. Постройка задумывался как часть единого архитектурного ансамбля с рядом находящимися корпусами студии «Союздетфильм». Учебные аудитории и остальные помещения института рассчитывались на 750 слушателей. Завершить строительство вовремя помешала Великая Отечественная война.
В октябре 1941 года решением Правительства ВГИК вместе с киностудиями «Мосфильм» и «Ленфильм» был эвакуирован в столицу Казахской ССР Алма-Ату, где пробыл до мая 1943 года, продолжая готовить специалистов на базе алма-атинского кинотехникума.
В 1945 была образована учебная группа для подготовки киноведов.
К началу 1950-х годов возведение правого крыла нового здания по улице Вильгельма Пика было окончено, а к 1955 году ВГИК полностью перебрался в учебные аудитории нового здания. Павильоны для съёмок ещё несколько лет оставались в здании киностудии имени М. Горького; рядом с основным зданием в глубине пристроили здание учебной киностудии с павильонами и цехами, что позволило включить в процесс обучения практические занятия и организовать собственное производство фильмов; тогда же был введён в эксплуатацию цех обработки плёнки (ныне закрытый); долгое время студенты жили в общежитиях, расположенных в разных районах города, в 1978 году по улице Бориса Галушкина, д. 7 построили 16-этажное здание нового общежития.

### Всесоюзный государственный институт кинематографии имени С. А. Герасимова
В 1970—1980-х годах ректором института был В. Н. Ждан.
Постановлением Совета Министров СССР от 5 февраля 1986 года Всесоюзному государственному институту кинематографии присвоено имя советского кинорежиссёра С. А. Герасимова.

### Всероссийский государственный институт кинематографии имени С. А. Герасимова
Приказом Комитета по кинематографии при Правительстве Российской Федерации от 28 июля 1992 года № 71 Всесоюзный государственный ордена Трудового Красного Знамени институт кинематографии имени С. А. Герасимова преобразован во Всероссийский государственный институт кинематографии имени С. А. Герасимова.

### Всероссийский государственный университет кинематографии имени С. А. Герасимова
Приказом Федерального агентства по культуре и кинематографии от 26 марта 2008 года институт преобразован (с сохранением прежней аббревиатуры «ВГИК») во Всероссийский государственный университет кинематографии имени С. А. Герасимова, получив статус федерального.
22 мая 2015 года университету вернули прежнее наименование — Всероссийский государственный институт кинематографии имени С. А. Герасимова.
Статус университета вновь возвращён институту приказом Министерства культуры Российской Федерации от 29 апреля 2022 года.
За всё время образование во ВГИКе получили более пятнадцати тысяч специалистов, работавших более чем в восьмидесяти странах мира.

## Факультеты

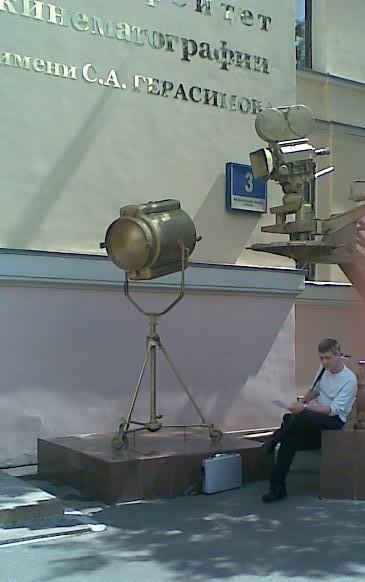
Памятник осветительному прибору «ДИГ» и кинокамере «Дружба» у центрального входа

В настоящее время подготовка специалистов в университете ведётся на следующих факультетах:
- режиссёрский;
- актёрский;
- художественный;
- кинооператорский;
- анимации и мультимедиа;
- сценарно-киноведческий;
- продюсерства и экономики[23].

### Среднее профессиональное образование
С 2005 года при университете действует Колледж кино, телевидения и мультимедиа — структурное подразделение очного среднего профессионального образования по специальности «живопись». В программу углублённого обучения входят: рисунок, живопись, история мировой культуры, композиция произведений изобразительного искусства, цветоведение, анимация, компьютерая графика, информационные технологии, мультимедийная обработка. Преподавание проходит во взаимодействии с соответствующими факультетами и кафедрами университета на Будайской улице, д. 3.
В настоящее время среднее профессиональное образование можно получить и в филиалах ВГИКа: в Иркутске, Ростове-на-Дону, Сергиев-Посаде, а с 2021 года также в первом зарубежном филиале в Ташкенте (Узбекистан).

## Международный студенческий фестиваль ВГИК
В 1961 году Всесоюзный государственный институт кинематографии при поддержке Министерства культуры СССР учредил Международный студенческий фестиваль ВГИК, одной из основных целей которого является демонстрация и оценка творческих достижений студентов ВГИКа, учащихся российских и зарубежных кинематографических, телевизионных и театральных школ. Фестиваль проводится по настоящее время.

## Награды
- орден Трудового Красного Знамени[когда?][31];
- орден Дружбы (Вьетнам) (1 ноября 2009) — за активный вклад в дело подготовки нескольких поколений работников сферы кинематографии, вклад в дело укрепления и развития отношений дружбы и сотрудничества между Вьетнамом и Россией[32];
- лауреат национальной кинопремии «Ника» за 2013 год в специальной номинации «За вклад в кинематографические науки, критику и образование» (4 марта 2014)[33];
- Золотая медаль Министерства культуры Республики Армения (2018)[34];
- Благодарность Президента Российской Федерации (12 августа 2019) — за заслуги в развитии отечественной культуры и искусства, многолетнюю плодотворную деятельность[35].

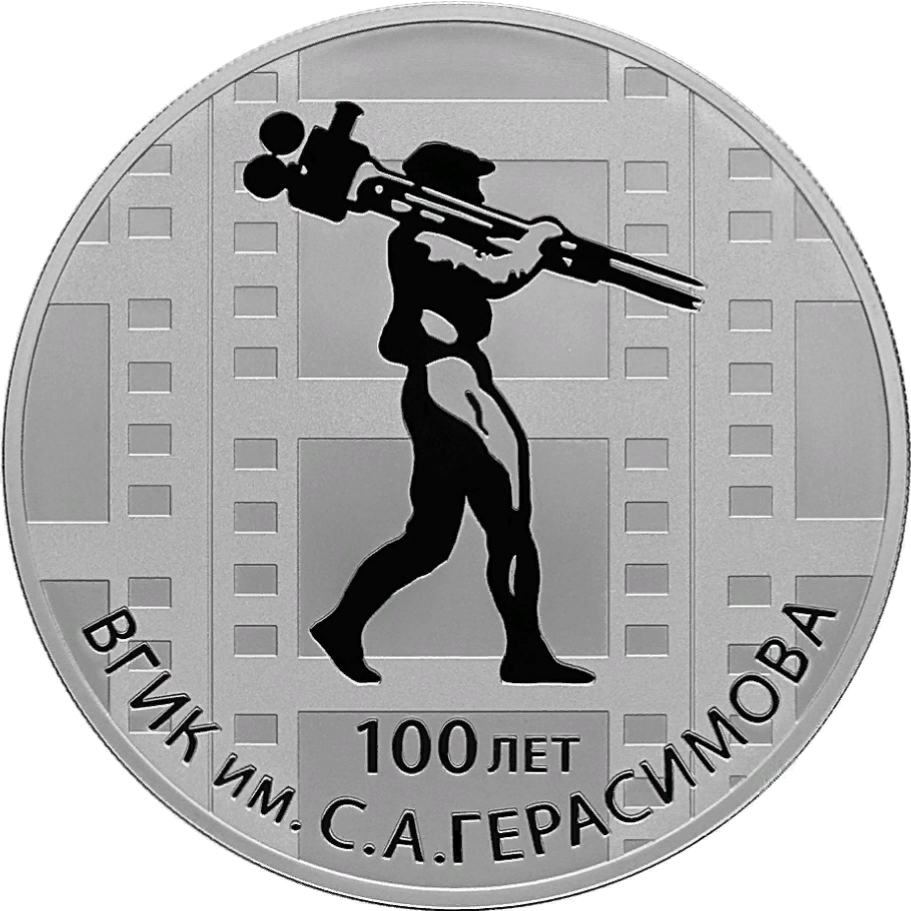
Монета Банка России, 100-летие ВГИК им. С. А. Герасимова. 3 рубля, 2019 г., серебро, реверс, пруф.

## Нумизматика
28 августа 2019 года Банк России выпустил в обращение памятную серебряную монету номиналом 3 рубля «100-летие Всероссийского государственного института кинематографии имени С. А. Герасимова».